# Limnophila recurvata
Limnophila recurvata är en tvåvingeart som beskrevs av Alexander 1973. Limnophila recurvata ingår i släktet Limnophila och familjen småharkrankar. Inga underarter finns listade i Catalogue of Life.